# Rete Lilliput
La Rete Lilliput è una rete di associazioni e singoli cittadini nata nel 1999 sulla spinta di un manifesto di intenti elaborato da un gruppo di coordinamento formato dalle principali associazioni e campagne nazionali di stampo sociale (il cosiddetto Tavolo delle Campagne). Avendo in Padre Alex Zanotelli uno dei maggiori promotori, la Rete si propone come obiettivo principale quello di far interagire e collaborare le miriadi di esperienze locali che cercano di lottare contro le disuguaglianze nel mondo.
L'obiettivo è mettere in atto una "strategia lillipuziana", con la quale poter bloccare il gigante del liberismo sfrenato servendosi di piccoli fili, cioè azioni mirate e concrete, da intessere insieme. La Rete ha nella nonviolenza la base del suo agire.
La vera e propria costituzione della Rete è avvenuta nell'ottobre 2000 con il primo incontro nazionale tenutosi a Marina di Massa.
In dettaglio i gruppi che hanno promosso la Rete di Lilliput sono:
- Chiama l'Africa
- Sdebitarsi
- Campagna Stop MillenniumRound
- Ctm Altromercato
- Nigrizia
- Campagna per la riforma della Banca Mondiale
- Mani Tese
- AIFO
- Pax Christi
- Beati i costruttori di pace
- Rete RadiéResch
- WWF-Italia
- Associazione botteghe del mondo Italia
- Bilanci di Giustizia
- Centro nuovo modello di sviluppo
- Innovazioni e reti per lo Sviluppo
- Roba dell'altro mondo

## Criteri di fondo condivisi
- Lilliput non è una associazione, è una rete. L'adesione non avviene mediante tesseramento individuale, ma attraverso l'adesione, preferibilmente in sede locale, al Manifesto nazionale. Si mettono in rete persone, associazioni e gruppi che si riconoscono in orientamenti comuni definiti a livello nazionale. Non sussistono vincoli rigidi di appartenenza, né automatismi esecutivi rispetto a decisioni assunte in qualunque sede. Persiste ed è auspicata, in ogni caso, la massima autonomia dei nodi locali, delle associazioni e delle persone coinvolte.
- La rete è un insieme di luoghi di incontro, confronto e relazione tra persone che aprano e sperimentino nuove possibilità per l'azione politica e sociale.
- Privilegia l'impegno locale, coordinandolo e potenziandolo in rete, in connessione a campagne ed altre reti nazionali ed internazionali.
- Dà centralità ai contenuti, alle campagne, ai temi di lavoro, alle competenze. La preminenza delle azioni concrete, l'importanza dei gruppi di lavoro tematici e la loro diffusione e sviluppo appaiono punti comuni per tutti.
- Crede nelle potenzialità della nonviolenza e reputa suo impegno primario approfondirle, esprimerle e realizzarle.
- Valorizza le differenze e i contributi diretti e attivi di ciascuno alla ricerca comune. Vuole favorire una crescita culturale di tutta la rete e della società che tenga più conto delle differenze di genere.
- Rifiuta la personalizzazione e la professionalizzazione dell'impegno politico e vuole evitare di essere identificata dal grande pubblico con una o più persone. Sostiene prioritariamente la partecipazione diretta degli aderenti limitando formule di delega e di rappresentanza. In questa chiave può essere letto anche l'orientamento ad escludere l'adesione di partiti e sindacati in quanto tali.
- Valorizza una scelta dei tempi funzionale ai metodi ‘lillipuziani’: dà priorità ai suoi programmi, non si attiva ad ogni emergenza e non vuole essere visibile ad ogni costo a scapito di una reale crescita del movimento e di un suo reale radicamento nella società civile.
- Promuove la fiducia in tutti gli aderenti alla rete che si riconoscono nel Manifesto, siano essi singoli o rappresentanti di associazioni, nella convinzione che tutti agiscono comunque nella prospettiva di percorrere un cammino comune per raggiungere i medesimi obbiettivi.
- Favorisce la circolazione veloce ed esauriente dell'informazione in modo da permettere la costruzione di processi basati sul consenso, dando la possibilità ad ognuno d'intervenire per esprimere sia l'accordo che il disaccordo.
- Applica criteri di verifica costanti sulle modalità organizzative, sul lavoro effettuato e gli eventuali incarichi affidati. Laddove vi fossero incarichi di portavoce, referente, coordinatore o altro questi devono essere vincolati a dei limiti temporali, definiti dalla durata dell'iniziativa/campagna e/o da criteri di rotazione.

## L'organizzazione
Ciascuno può aderire alla rete di Lilliput individualmente attraverso l'adesione ad un Manifesto. Tale adesione avviene attraverso i Nodi locali, formati da singoli e da associazioni, che attualmente sono circa 70 in tutto il paese.
Nella Rete non esistono basi e vertici, centri e periferie: cuore pulsante della Rete è ogni nodo locale, col suo impegno concreto nei luoghi in cui opera, garante del rispetto dei criteri condivisi del Manifesto da parte dei propri aderenti. I nodi sono l'elemento fondante della Rete, consentono il radicamento della Rete nella realtà locale e contemporaneamente portano nel locale la dimensione nazionale e globale. Sono luoghi di ricerca, proposta e azione.
L'organizzazione di ogni nodo varia rispetto al contesto locale e la sua dimensione in genere è congrua agli obiettivi che si pone nel proprio territorio di appartenenza in modo tale da favorire anche gli aspetti conviviali, lo scambio e la facilità dei collegamenti.